# توم باريت (لاعب كرة قاعدة)
توم باريت (بالإنجليزية: Tom Barrett) هو لاعب كرة قاعدة أمريكي، ولد في 2 أبريل 1960 في سان فرانسيسكو في الولايات المتحدة.

## وصلات خارجية
- توم باريت على موقع دوري كرة القاعدة الرئيسي (الإنجليزية)
- توم باريت على موقعبيزبول رفرنس.كوم (الدوري الرئيسي) (الإنجليزية)
- توم باريت على موقعبيزبول رفرنس.كوم (الدوري الثانوي) (الإنجليزية)
- توم باريت على موقع إي إس بي إن.كوم (أم.أل.بي) (الإنجليزية)
- توم باريت على موقع مشجعي الرسوم البيانية (الإنجليزية)